# Olympische Sommerspiele 2024/Teilnehmer (Ecuador)
| Gelbes Symbol für Goldmedaillen mit stilisierten Olympischen Ringen | Graues Symbol für Silbermedaillen mit stilisierten Olympischen Ringen | Braundes Symbol für Bronzemedaillen mit stilisierten Olympischen Ringen |
| ------------------------------------------------------------------- | --------------------------------------------------------------------- | ----------------------------------------------------------------------- |
| 1                                                                   | 2                                                                     | 2                                                                       |

Ecuador nahm an den Olympischen Spielen 2024 vom 26. Juli bis zum 11. August 2024 in Paris teil. Es war die insgesamt 16. Teilnahme an Olympischen Sommerspielen.

## Teilnehmer nach Sportarten

### Boxen
Mit dem Gewinn der Silbermedaille bei den Panamerikanischen Spielen 2023 in Chile sicherte sich José Rodríguez Tenorio sein Ticket für die Olympischen Spiele. María José Palacios reichte in Santiago de Chile ein dritter Platz für die Teilnahme in Paris. Beim zweiten internationalen Qualifikationsturnier in Bangkok wurde ein weiterer Startplatz gewonnen.
| Athleten               | Wettbewerb       | 1. Runde      | 1. Runde | Achtelfinale | Achtelfinale | Viertelfinale | Viertelfinale | Halbfinale    | Halbfinale    | Finale        | Finale        | Rang |
| Athleten               | Wettbewerb       | Gegner        | Ergebnis | Gegner       | Ergebnis     | Gegner        | Ergebnis      | Gegner        | Ergebnis      | Gegner        | Ergebnis      | Rang |
| ---------------------- | ---------------- | ------------- | -------- | ------------ | ------------ | ------------- | ------------- | ------------- | ------------- | ------------- | ------------- | ---- |
| Frauen                 |                  |               |          |              |              |               |               |               |               |               |               |      |
| María José Palacios    | Klasse bis 60 kg | A. Alexiusson | 4:1      | T. McDonald  | 5:0          | Wu S.-y.      | 1:4           | ausgeschieden | ausgeschieden | ausgeschieden | ausgeschieden | 5    |
| Männer                 |                  |               |          |              |              |               |               |               |               |               |               |      |
| José Rodríguez Tenorio | Klasse bis 71 kg | Freilos       | Freilos  | N. Dev       | 2:3          | ausgeschieden | ausgeschieden | ausgeschieden | ausgeschieden | ausgeschieden | ausgeschieden | 9    |
| Gerlon Congo           | Klasse ab 92 kg  | —             | —        | A. Teixeira  | 3:2          | D.-D. Aboudou | 1:4           | ausgeschieden | ausgeschieden | ausgeschieden | ausgeschieden | 5    |

### Gewichtheben
Drei ecuadorianische Gewichtheberinnen konnten sich mit Abschluss der Qualifikationsperiode für die Olympischen Spiele in Paris qualifizieren. Unter ihnen war mit Neisi Dajomes eine Olympiasiegerin von Tokio, die 2021 Gold in der Gewichtsklasse bis 76 kg gewann und in Paris in der Klasse bis 81 kg antrat.
| Athleten       | Wettbewerb        | Reißen  | Reißen | Stoßen  | Stoßen | Zweikampf | Zweikampf | Rang   |
| Athleten       | Wettbewerb        | Gewicht | Rang   | Gewicht | Rang   | Gewicht   | Rang      | Rang   |
| -------------- | ----------------- | ------- | ------ | ------- | ------ | --------- | --------- | ------ |
| Frauen         |                   |         |        |         |        |           |           |        |
| Angie Palacios | Klasse bis 71 kg  | 116 kg  | 2      | 140 kg  | 3      | 256 kg    | 3         | Bronze |
| Neisi Dajomes  | Klasse bis 81 kg  | 122 kg  | 1      | 145 kg  | 5      | 267 kg    | 3         | Bronze |
| Lisseth Ayoví  | Klasse über 81 kg | 123 kg  | 4      | 160 kg  | 4      | 283 kg    | 4         | 4      |

### Judo
Über die IJF-Weltrangliste konnte sich eine Judoka aus Ecuador im Halbschwergewicht der Frauen qualifizieren.
| Athleten      | Wettbewerb       | 1. Runde   | 1. Runde | 2. Runde      | 2. Runde      | Achtelfinale  | Achtelfinale  | Viertelfinale | Viertelfinale | Halbfinale / Trostrunde | Halbfinale / Trostrunde | Finale / Platz 3 | Finale / Platz 3 | Rang |
| Athleten      | Wettbewerb       | Gegner     | Ergebnis | Gegner        | Ergebnis      | Gegner        | Ergebnis      | Gegner        | Ergebnis      | Gegner                  | Ergebnis                | Gegner           | Ergebnis         | Rang |
| ------------- | ---------------- | ---------- | -------- | ------------- | ------------- | ------------- | ------------- | ------------- | ------------- | ----------------------- | ----------------------- | ---------------- | ---------------- | ---- |
| Frauen        |                  |            |          |               |               |               |               |               |               |                         |                         |                  |                  |      |
| Vanessa Chalá | Klasse bis 78 kg | O. Chüslen | 0:1      | ausgeschieden | ausgeschieden | ausgeschieden | ausgeschieden | ausgeschieden | ausgeschieden | ausgeschieden           | ausgeschieden           | ausgeschieden    | ausgeschieden    | 17   |

### Leichtathletik
Laufen und Gehen
| Athleten                     | Wettbewerb             | Vorlauf | Vorlauf | Hoffnungslauf | Hoffnungslauf | Halbfinale    | Halbfinale    | Finale        | Finale        | Rang          |
| Athleten                     | Wettbewerb             | Zeit    | Rang    | Zeit          | Rang          | Zeit          | Rang          | Zeit          | Rang          | Rang          |
| ---------------------------- | ---------------------- | ------- | ------- | ------------- | ------------- | ------------- | ------------- | ------------- | ------------- | ------------- |
| Frauen                       |                        |         |         |               |               |               |               |               |               |               |
| Ángela Tenorio               | 100 m                  | 11,35 s | 6       | ausgeschieden | ausgeschieden | ausgeschieden | ausgeschieden | ausgeschieden | ausgeschieden | ausgeschieden |
| Nicole Caicedo               | 200 m                  | 23,18 s | 4       | 23,04 s       | 3             | ausgeschieden | ausgeschieden | ausgeschieden | ausgeschieden | ausgeschieden |
| Aimara Nazareno              | 200 m                  | 23,52 s | 7       | 23,35 s       | 5             | ausgeschieden | ausgeschieden | ausgeschieden | ausgeschieden | ausgeschieden |
| Anahí Suárez                 | 200 m                  | 23,33 s | 5       | 23,54 s       | 5             | ausgeschieden | ausgeschieden | ausgeschieden | ausgeschieden | ausgeschieden |
| Nicole Caicedo               | 400 m                  | DSQ     | DSQ     | ausgeschieden | ausgeschieden | ausgeschieden | ausgeschieden | ausgeschieden | ausgeschieden | ausgeschieden |
| Maribel Caicedo              | 100 m Hürden           | 13,05 s | 8       | 12,83 s       | 2             | 12,67 s       | 4             | ausgeschieden | ausgeschieden | ausgeschieden |
| Rosa Chacha                  | Marathon               | —       | —       | —             | —             | —             | —             | 2:42:14 h     | 73            | 73            |
| Mary Granja                  | Marathon               | —       | —       | —             | —             | —             | —             | 2:34:34 h     | 53            | 53            |
| Silvia Ortiz                 | Marathon               | —       | —       | —             | —             | —             | —             | 2:37:23 h     | 61            | 61            |
| Magaly Bonilla               | 20 km Gehen            | —       | —       | —             | —             | —             | —             | 1:30:33 h     | 19            | 19            |
| Glenda Morejón               | 20 km Gehen            | —       | —       | —             | —             | —             | —             | 1:27:37 h     | 6             | 6             |
| Paula Milena Torres          | 20 km Gehen            | —       | —       | —             | —             | —             | —             | 1:28:48 h     | 9             | 9             |
| Männer                       |                        |         |         |               |               |               |               |               |               |               |
| David Hurtado                | 20 km Gehen            | —       | —       | —             | —             | —             | —             | 1:20:30 h     | 15            | 15            |
| Jordy Jiménez                | 20 km Gehen            | —       | —       | —             | —             | —             | —             | 1:21:44 h     | 25            | 25            |
| Brian Pintado                | 20 km Gehen            | —       | —       | —             | —             | —             | —             | 1:18:55 h     | 1             | Gold          |
| Mixed                        |                        |         |         |               |               |               |               |               |               |               |
| Brian Pintado Glenda Morejón | Marathon Gehen (Mixed) | —       | —       | —             | —             | —             | —             | 2:51:22 h     | 2             | Silber        |

Springen und Werfen
| Athleten     | Wettbewerb | Qualifikation | Qualifikation | Finale        | Finale        | Rang |
| Athleten     | Wettbewerb | Weite/Höhe    | Rang          | Weite/Höhe    | Rang          | Rang |
| ------------ | ---------- | ------------- | ------------- | ------------- | ------------- | ---- |
| Männer       |            |               |               |               |               |      |
| Juan Caicedo | Diskuswurf | 60,99 m       | 25            | ausgeschieden | ausgeschieden | 25   |

### Moderner Fünfkampf
Sol Naranjo und Andrés Torres konnten sich ihre Startplätze für die Olympischen Spiele durch ihre Resultate bei den Panamerikanischen Spielen 2023 sichern.
| Athleten      | Fechten | Fechten | Schwimmen   | Schwimmen | Reiten  | Reiten | Combined     | Combined | Punkte | Rang |
| Athleten      | Bilanz  | Punkte  | Zeit        | Punkte    | Zeit    | Punkte | Zeit         | Punkte   | Punkte | Rang |
| ------------- | ------- | ------- | ----------- | --------- | ------- | ------ | ------------ | -------- | ------ | ---- |
| Frauen        |         |         |             |           |         |        |              |          |        |      |
| Sol Naranjo   | 13+0    | 190     | 2:38,78 min | 233       | 56,68 s | 293    | 12:24,75 min | 556      | 1272   | 33   |
| Männer        |         |         |             |           |         |        |              |          |        |      |
| Andrés Torres | 16+1    | 207     | 1:59,70 min | 311       | 54,63 s | 283    | 11:29,63 min | 611      | 1412   | 33   |

### Radsport
Über die UCI-Straßen-Weltrangliste nach Nationen konnte sich Ecuador einen Platz im Straßenrennen der Männer sichern. Im BMX-Rennsport erhielt man über die Panamerika-Meisterschaften 2023 im heimischen Riobamba einen Startplatz für den Wettbewerb der Männer.

#### Straße
| Athleten         | Wettbewerb    | Zeit      | Rang |
| ---------------- | ------------- | --------- | ---- |
| Männer           |               |           |      |
| Jhonatan Narváez | Straßenrennen | 6:26:57 h | 45   |

#### BMX-Rennsport
| Athleten      | Wettbewerb | Viertelfinale | Viertelfinale | Halbfinale | Halbfinale | Finale        | Finale        | Rang |
| Athleten      | Wettbewerb | Punkte        | Rang          | Punkte     | Rang       | Zeit          | Rang          | Rang |
| ------------- | ---------- | ------------- | ------------- | ---------- | ---------- | ------------- | ------------- | ---- |
| Männer        |            |               |               |            |            |               |               |      |
| Alfredo Campo | BMX-Rennen | 8             | 7             | 18         | 6          | ausgeschieden | ausgeschieden | 13   |

### Reiten
Bei den Panamerikanischen Spielen 2023 konnte ein Quotenplatz für das Dressurreiten erreicht werden. Zudem waren zwei Vielseitigkeitsreiter über die Rangliste der Gruppen D/E (Amerika; Zentral- und Südamerika) in Paris startberechtigt.

#### Dressurreiten
| Athleten                          | Wettbewerb | Prozent / Punkte           | Prozent / Punkte | Prozent / Punkte | Rang |
| Athleten                          | Wettbewerb | Grand Prix (Qualifikation) | GP Spécial       | GP Kür           | Rang |
| --------------------------------- | ---------- | -------------------------- | ---------------- | ---------------- | ---- |
| Julio Mendoza Loor mit Goldstrike | Einzel     | 70,839                     | —                | ausgeschieden    | 27   |

#### Vielseitigkeitsreiten
| Athleten                                              | Wettbewerb | Minuspunkte Dressur | Minuspunkte Gelände | Minuspunkte Springen | Minuspunkte Springen | Minuspunkte Gesamt | Rang          |
| ----------------------------------------------------- | ---------- | ------------------- | ------------------- | -------------------- | -------------------- | ------------------ | ------------- |
| Nicolas Wettstein mit Altier D’Aurois                 | Einzel     | 42,30               | 65,40               | 50,80                | ausgeschieden        | 158,50             | 51            |
| Ronald Zabala-Goetschel mit Forever Young Wundermaske | Einzel     | 37,70               | ausgeschieden       | ausgeschieden        | ausgeschieden        | ausgeschieden      | ausgeschieden |

### Ringen
Bei den Weltmeisterschaften 2023 konnte ein erster Startplatz bei den Frauen erreicht werden. Bein amerikanisches Qualifikationsturnier in Acapulco nutzten drei weitere Ringer ihrer Chance und sicherten Ecuador weitere Quotenplätze.

#### Freier Stil
Legende: G = Gewonnen, V = Verloren, S = Schultersieg
| Athleten       | Wettbewerb       | Achtelfinale | Achtelfinale | Viertelfinale | Viertelfinale | Halbfinale    | Halbfinale    | Hoffnungsrunde Halbfinale | Hoffnungsrunde Halbfinale | Hoffnungsrunde Finale | Hoffnungsrunde Finale | Finale        | Finale        | Rang   |
| Athleten       | Wettbewerb       | Gegner       | Ergebnis     | Gegner        | Ergebnis      | Gegner        | Ergebnis      | Gegner                    | Ergebnis                  | Gegner                | Ergebnis              | Gegner        | Ergebnis      | Rang   |
| -------------- | ---------------- | ------------ | ------------ | ------------- | ------------- | ------------- | ------------- | ------------------------- | ------------------------- | --------------------- | --------------------- | ------------- | ------------- | ------ |
| Frauen         |                  |              |              |               |               |               |               |                           |                           |                       |                       |               |               |        |
| Lucía Yépez    | Klasse bis 53 kg | Choe H.-g.   | G 7:4        | A. Ana        | G 7:0         | A. Wendle     | G 10:0        | ―                         | ―                         | ―                     | ―                     | A. Fujinami   | V 0:10        | Silber |
| Luisa Valverde | Klasse bis 57 kg | A. Russo     | G 6:0        | T. Sakurai    | V 0:11        | ausgeschieden | ausgeschieden | H. Taylor                 | V 0:13                    | ausgeschieden         | ausgeschieden         | ausgeschieden | ausgeschieden | 7      |
| Génesis Reasco | Klasse bis 76 kg | Y. Kagami    | V 0:2        | ausgeschieden | ausgeschieden | ausgeschieden | ausgeschieden | Y. A. Yiğit               | G 3:1                     | T. Rentería           | V 1:2                 | ausgeschieden | ausgeschieden | 5      |

#### Griechisch-römischer Stil
Legende: G = Gewonnen, V = Verloren, S = Schultersieg
| Athleten       | Wettbewerb       | Achtelfinale | Achtelfinale | Viertelfinale | Viertelfinale | Halbfinale    | Halbfinale    | Hoffnungsrunde Halbfinale | Hoffnungsrunde Halbfinale | Hoffnungsrunde Finale | Hoffnungsrunde Finale | Finale        | Finale        | Rang |
| Athleten       | Wettbewerb       | Gegner       | Ergebnis     | Gegner        | Ergebnis      | Gegner        | Ergebnis      | Gegner                    | Ergebnis                  | Gegner                | Ergebnis              | Gegner        | Ergebnis      | Rang |
| -------------- | ---------------- | ------------ | ------------ | ------------- | ------------- | ------------- | ------------- | ------------------------- | ------------------------- | --------------------- | --------------------- | ------------- | ------------- | ---- |
| Männer         |                  |              |              |               |               |               |               |                           |                           |                       |                       |               |               |      |
| Andrés Montaño | Klasse bis 67 kg | S. Galstjan  | V 2:3        | ausgeschieden | ausgeschieden | ausgeschieden | ausgeschieden | ausgeschieden             | ausgeschieden             | ausgeschieden         | ausgeschieden         | ausgeschieden | ausgeschieden | 9    |

### Schießen
| Athleten          | Wettbewerb        | Qualifikation   | Qualifikation | Finale          | Finale        |
| Athleten          | Wettbewerb        | Ringe/ Scheiben | Rang          | Ringe/ Scheiben | Rang          |
| ----------------- | ----------------- | --------------- | ------------- | --------------- | ------------- |
| Frauen            |                   |                 |               |                 |               |
| Diana Durango     | 10 m Luftpistole  | 558             | 41            | ausgeschieden   | ausgeschieden |
| Andrea Pérez Peña | 10 m Luftpistole  | 569             | 26            | ausgeschieden   | ausgeschieden |
| Diana Durango     | 25 m Sportpistole | 581             | 15            | ausgeschieden   | ausgeschieden |
| Andrea Pérez Peña | 25 m Sportpistole | 583             | 10            | ausgeschieden   | ausgeschieden |

### Schwimmen
| Athleten        | Wettbewerb       | Vorlauf     | Vorlauf | Halbfinale    | Halbfinale    | Finale        | Finale        | Rang |
| Athleten        | Wettbewerb       | Zeit        | Rang    | Zeit          | Rang          | Zeit          | Rang          | Rang |
| --------------- | ---------------- | ----------- | ------- | ------------- | ------------- | ------------- | ------------- | ---- |
| Frauen          |                  |             |         |               |               |               |               |      |
| Anicka Delgado  | 50 m Freistil    | 25,43 s     | 26      | ausgeschieden | ausgeschieden | ausgeschieden | ausgeschieden | 26   |
| Männer          |                  |             |         |               |               |               |               |      |
| Tomás Peribonio | 200 m Lagen      | 2:03,40 min | 19      | ausgeschieden | ausgeschieden | ausgeschieden | ausgeschieden | 19   |
| David Farinango | 10 km Freiwasser | —           | —       | —             | —             | 1:57:08,6 h   | 17            | 17   |

### Tischtennis
Über die ITTF-Weltrangliste gelang Alberto Miño die Qualifikation für das Einzel der Männer.
| Athleten     | Wettbewerb | 1. Runde | 1. Runde | 2. Runde | 2. Runde | 3. Runde | 3. Runde | Achtelfinale  | Achtelfinale  | Viertelfinale | Viertelfinale | Halbfinale    | Halbfinale    | Finale / Platz 3 | Finale / Platz 3 | Rang |
| Athleten     | Wettbewerb | Gegner   | Erg.     | Gegner   | Erg.     | Gegner   | Erg.     | Gegner        | Erg.          | Gegner        | Erg.          | Gegner        | Erg.          | Gegner           | Erg.             | Rang |
| ------------ | ---------- | -------- | -------- | -------- | -------- | -------- | -------- | ------------- | ------------- | ------------- | ------------- | ------------- | ------------- | ---------------- | ---------------- | ---- |
| Männer       |            |          |          |          |          |          |          |               |               |               |               |               |               |                  |                  |      |
| Alberto Miño | Einzel     | Freilos  | Freilos  | F. Luu   | 4:3      | O. Assar | 0:4      | ausgeschieden | ausgeschieden | ausgeschieden | ausgeschieden | ausgeschieden | ausgeschieden | ausgeschieden    | ausgeschieden    | 17   |

### Triathlon
Über die Einzel-Qualifikationsrangliste erhielt Ecuador einen Startplatz bei den Frauen.
| Athleten        | Wettbewerb | Zeit      | Rang |
| --------------- | ---------- | --------- | ---- |
| Frauen          |            |           |      |
| Elizabeth Bravo | Einzel     | 2:01:49 h | 34   |